# HW Virginis c
HW Virginis c es un planeta extrasolar situado a unos 590 años luz de distancia en la constelación de Virgo, que orbitan la estrella binaria eclipsante de magnitud 11 HW Virginis. Este planeta es muy masivo, por lo menos 8,47 veces más que Júpiter. Se trata de un planeta a largo periodo con una revolución orbital de alrededor de 9 años y 1 mes, en órbita a una distancia de 3,62 UA o alrededor de 542 Gm. Como es típico de los planetas de periodo largo, este planeta orbita en una trayectoria excéntrica. Si este planeta se encontrara en nuestro sistema solar, orbitaria  por completo entre las órbitas de Marte y Júpiter o en el cinturón de asteroides. El radio del planeta , su temperatura y las  masas reales no se conocen, la inclinación de su órbita es también desconocida. 
Este planeta fue descubierto por Lee y codescubridores el 24 de noviembre de 2008. Este es el primer planeta que fue descubierto mediante el método de la medida del eclipse, junto con las  enanas marrones HW Virginis b.